# Hagge
Hagge is een plaats in de gemeente Smedjebacken in het landschap Dalarna en de provincie Dalarnas län in Zweden. De plaats heeft 382 inwoners (2005) en een oppervlakte van 51 hectare.